# Johan Kjeldahl
Johan Gustav Christoffer Thorsager Kjeldahl (16. srpna 1849 na ostrově Sjælland – 18. července 1900 v Tisvildeleje) byl dánský chemik, který se zabýval metabolismem cukrů a bílkovin v rostlinách a vývojem metod chemické analýzy.
Johan Kjeldahl se stal známým novou metodou měření obsahu dusíku a bílkovin v organických vzorcích, která po něm byla pojmenována Kjeldahlova metoda. Je založená na rozkladu organické látky ve vroucí koncentrované kyselině sírové, neutralizaci a alkalizaci směsi, destilaci a stanovení amoniaku v destilátu. Přestože jsou moderní metody rychlejší a efektivnější, žádná se nedokáže vyrovnat s rozmanitostí a velikostí vzorků jako původní metoda Johana Kjeldahla. Zejména v oblasti potravinářské chemie je stále zavedena jako referenční standard pro stanovení obsahu bílkovin.
Od roku 1876 až do své smrti vedl Johan Kjeldahl chemické oddělení Carlsbergovy laboratoře v Kodani. Za svou práci byl přijat do Královské dánské akademie věd a literatury a Akademie věd v Christiánii. Byl vyznamenán Rytířským křížem řádu Dannebrog.

## Vzdělání

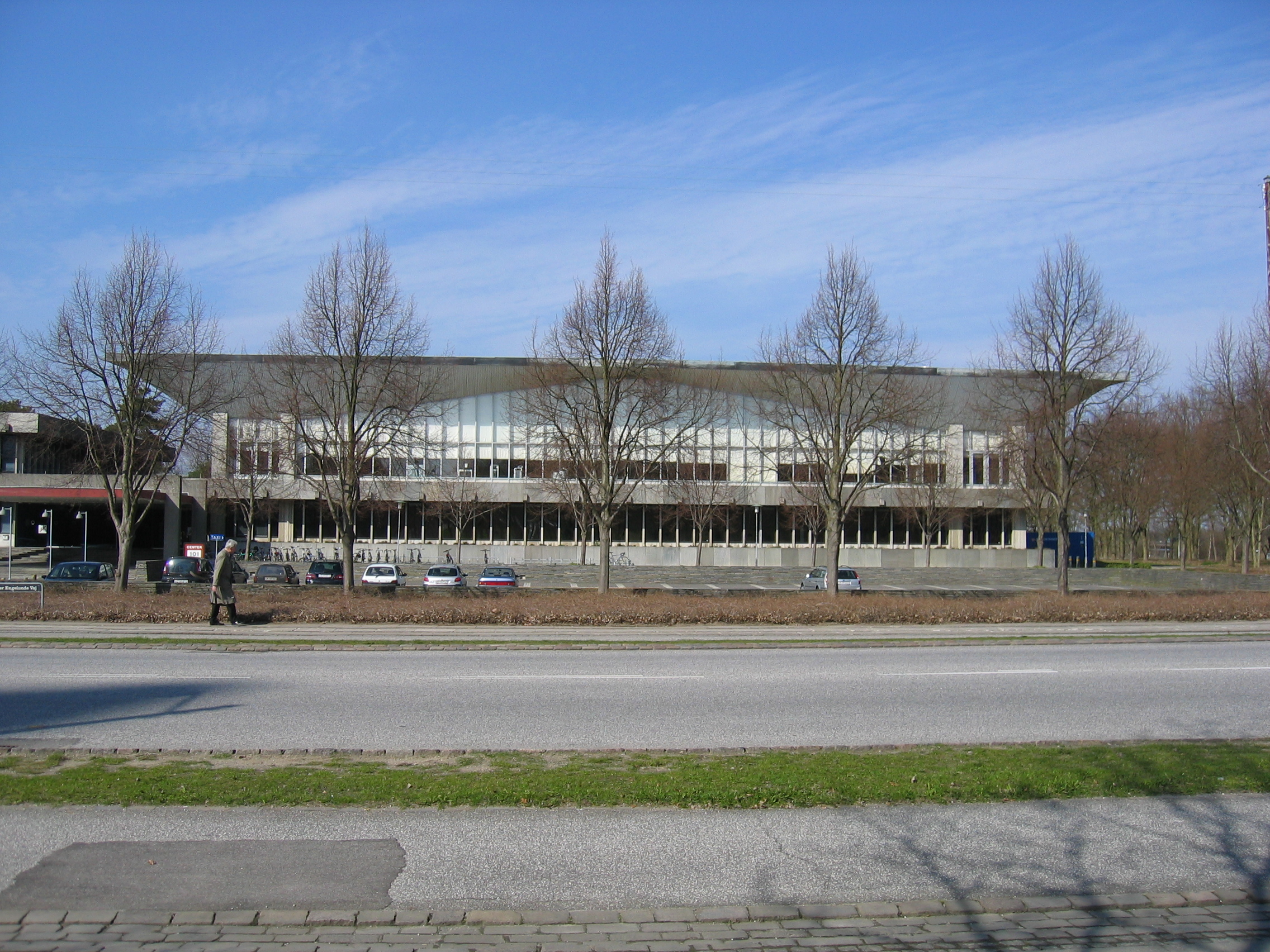
Dánská technická univerzita - současnost

Johan Kjeldahl se narodil v roce 1849 jako syn Jørgena Pedersena Kjeldahla a jeho manželky Johanne Georgine rozené Lohmannové v Jægerspris na ostrově Sjælland. V roce 1867 absolvoval státní gymnázium v Roskilde. Poté studoval na Polytechnické škole (Polyteknisk Læreanstalt) v Kodani (nyní Dánská technická univerzita), kterou absolvoval v roce 1873 státní zkouškou jako kandidát aplikovaných věd.
Dva roky pracoval v chemické laboratoři Zemědělské akademie (Landbohøjskole) ve Frederiksbergu jako asistent Christena Thomsena Barfoeda. Ten se věnoval především chemické analýze a v roce 1873 publikoval Barfoedův vzorek pro rozlišení mezi mono-, di-, oligo- nebo polysacharidy.

## Kariera

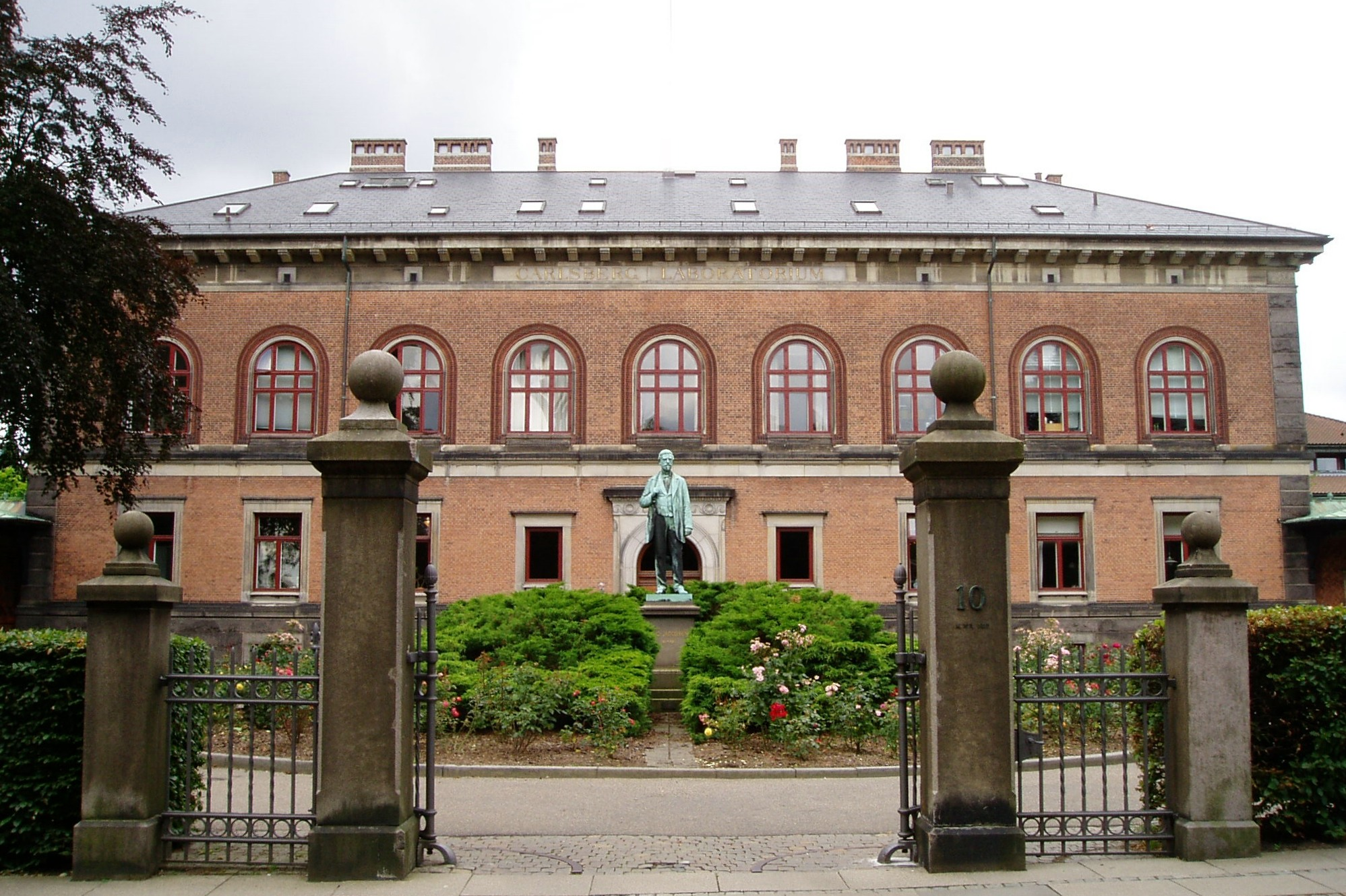
Carlsbergská laboratoř - současnost

V roce 1875 Johan Kjeldahl nastoupil do Carlsbergské laboratoře (Carlsberg Laboratory), která byla založena a podporována pivovarem Carlsberg. Od roku 1876 až do své smrti zde vedl katedru chemie.
Zpočátku se zabýval technickou kontrolou výroby piva, ale později se zabýval i vědeckým výzkumem. Mezi jeho studenty patřil botanik a fyziolog Wilhelm Johannsen (od roku 1881). Jeho nástupcem byl chemik Søren Peder Lauritz Sørensen (od roku 1901).

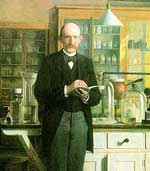
Johan Kjeldahl v Carlsbergské laboratoři (1883)

Jedním z jeho úkolů bylo určit množství bílkovin v obilí používaném ve sladovnickém průmyslu, neboť méně bílkovin znamenalo více piva. Stávající metody analytické chemie související s bílkovinami nebyly v té době přesné. Johan Kjeldahl proto vyvinul metodu pro přesné stanovení dusíku ve vzorku, která se po něm nazývá Kjeldahlova metoda. Je založená na rozkladu látky ve vroucí koncentrované kyselině sírové, neutralizaci a alkalizaci směsi, destilaci a stanovení amoniaku v destilátu pomocí titrace. Johan Kjeldahl představil svou metodu Dánské chemické společnosti v roce 1883.
Johan Kjeldahl byl velmi kritický ke svému vlastnímu výzkumu a náročný na ověřování svých výsledků. Kromě toho v posledních letech svého života trpěl depresemi, které vedly k přerušení jeho práce kvůli opakovaným rekonvalescencím.
Johan Kjeldahl zemřel 18. července 1900 v Tisvildeleje po 24 letech v Carlsbergské laboratoři. Bylo mu pouhých 50 let.

## Dílo
- Untersuchungen über Kohlenhydrate in Gerste und Malz, mit besonderer Berücksichtigung des Vorkommens von Rohrzucker. In: Meddelelser fra Carlsberglaboratoriet. 1/1881. S. 339–379
- Neue Methode zur Bestimmung des Stickstoffs in organischen Körpern. In: Zeitschrift für Analytische Chemie. 22(1)/1883. S. 366–382
- Untersuchungen über das Verhalten der Zuckerarten Kupferlösungen gegenüber. In: Meddelelser fra Carlsberglaboratoriet. 4/1895. S. 1–62
- Ueber die Bestimmung der Zuckerarten. Wiesbaden 1896